# علي سيد
علي سيد هي قرية في مقاطعة نظر أباد، إيران. يقدر عدد سكانها بـ 455 نسمة بحسب إحصاء 2016.